# Sirusho
Sirusho (Armeens: Սիրուշո) volledige naam in het Armeens Սիրանուշ Հարությունյան, Siroesjo Haroetjoenian. (Jerevan, 7 januari 1987) is een Armeense popzangeres.

## Biografie
Het eerste optreden van Sirusho was voor een groot publiek in Canada toen ze 7 jaar oud was. Twee jaar later viel ze voor het eerst in de prijzen met de zogenaamde Lusabats-prijs.
Ze nam daaropvolgend pianolessen (Sayat-Nova) en vandaag de dag zit ze zelf in de diplomatieke studies aan de nationale universiteit van Yerevan. Sirusho is de dochter van de beroemde Armeense zangeres Susan Margaryan.

## Discografie

### Albums
Haar eerste album, genaamd Sirusho, werd in 1999 uitgegeven, en het tweede album (Sheram) werd in 2005 uitgegeven. Dit album bevatte 10 liedjes van Sheram. Met steun van haar ouders won ze onder meer de volgende prijzen: The Future of Armenian Music, Best album and Best female performer.

## Eurovisiesongfestival 2008
Bij het Eurovisiesongfestival 2007 was Sirusho verslaggeefster voor de Armeense kijkers. Een jaar later nam zij zelf deel aan het Eurovisiesongfestival 2008 in Belgrado, in Servië. Dit deed ze met het nummer Qele Qele ("Kom op!"). In de halve finale op 20 mei 2008 wist ze genoeg punten te halen om door te mogen naar de finale op 24 mei. In de finale behaalde zij de 4e plaats, nog altijd het beste songfestivalresultaat voor Armenië tot nu toe. Van Nederland, België, Frankrijk, Rusland, Griekenland, Georgië, Polen en Tsjechië kreeg Sirusho 12 punten.